# USS Ponce (LPD-15)
A USS Ponce (AFSB(I)-15) az Egyesült Államok Haditengerészetének Austin osztályú deszanthajója. Juan Ponce de León spanyol felfedezőről, Puerto Rico első kormányzójáról nevezték el. Építését 1966. október 31-én kezdték el a Lockheed Shipbuilding és a washingtoni Construction Company of Seattle hajógyárak. 1970. május 20-án bocsátották vízre, majd 1971. július 10-én állt szolgálatba. Honi kikötője Norfolkban, Virginiában van. Ezen a hajón próbálták ki a lézerfegyverrendszert.

## Lézerfegyver
A Ponce fedélzetére valamikor 2013 októbere után lézerfegyverrendszert (LaWS) telepítenek, a prototípust üzembe helyezik.
A fegyverzete hatékony pilóta nélküli harci repülőgép és vízijárművek ellen.

## Külső hivatkozások
- navsource.org: USS Ponce
- USS Ponce hivatalos oldala
- USS Ponce Archiválva 2012. szeptember 25-i dátummal a Wayback Machine-ben